# Новомажарівська сільська рада
Новомажа́рівська сільська́ ра́да — адміністративно-територіальна одиниця та орган місцевого самоврядування в Зачепилівському районі Харківської області. Адміністративний центр — село Нове Мажарове.

## Загальні відомості
- Новомажарівська сільська рада утворена в 1930 році.
- Територія ради: 128,23 км²
- Населення ради: 2 243 особи (станом на 2001 рік)
- Територією ради протікають річки Оріль, Можарка.

## Населені пункти
Сільській раді підпорядковані населені пункти:
- с. Нове Мажарове
- с. Дудівка
- с. Зіньківщина
- с. Котівка
- с. Нове Пекельне
- с. Петрівка
- с. Старе Мажарове
- с. Старе Пекельне
- с. Олянівка

## Склад ради
Рада складається з 16 депутатів та голови.
- Голова ради: Охрій Олександр Григорович
- Секретар ради: Корочанська Олена Миколаївна

### Керівний склад попередніх скликань
| Прізвище, ім'я, по батькові | Основні відомості                                                         | Дата обрання | Дата звільнення |
| --------------------------- | ------------------------------------------------------------------------- | ------------ | --------------- |
| Рубан Степан Васильович     | Сільський голова, 1980 року народження, освіта вища, безпартійний         | 26.03.2006   | 31.10.2010      |
| Рубан Степан Васильович     | Сільський голова, 1980 року народження, освіта вища, член Партії регіонів | 31.10.2010   | 09.09.2012      |
| Охрій Олександр Григорович  | Сільський голова, 1953 року народження, освіта вища, член Партії регіонів | 09.09.2012   |                 |

Примітка: таблиця складена за даними сайту Верховної Ради України

### Депутати
За результатами місцевих виборів 2010 року депутатами ради стали:

#### За суб'єктами висування
| Суб'єкт висування | Кількість обраних депутатів | %    |
| ----------------- | --------------------------- | ---- |
| Партія регіонів   | 12                          | 75   |
| Самовисування     | 3                           | 18,8 |
| Народна партія    | 1                           | 6,3  |

#### За округами
| № округу        | Прізвище, ім'я, по батькові  | Дата визнання обраним | Освіта             | Партійна приналежність | Відомості про обраного депутата                                           |
| --------------- | ---------------------------- | --------------------- | ------------------ | ---------------------- | ------------------------------------------------------------------------- |
| Народна Партія  |                              |                       |                    |                        |                                                                           |
| 8               | Охрій Надія Іванівна         | 04.11.2010            | вища               | член Народної партії   | загальноосвітня школа І-ІІІ ст. с. Нове Мажарове, вчитель                 |
| Партія регіонів |                              |                       |                    |                        |                                                                           |
| 1               | Бабенко Анатолій Олексійович | 04.11.2010            | середня спеціальна | член Партії регіонів   | СВК «Заповіт Леніна», заступник голови                                    |
| 2               | Бабенко Микола Анатолійович  | 04.11.2010            | середня            | член Партії регіонів   | СВК «Заповіт Леніна», бригадир тракторної бригади                         |
| 3               | Ямнюк Наталія Олексіївна     | 04.11.2010            | вища               | член Партії регіонів   | загальноосвітня школа І-ІІІ ст. с. Зіньківщина, директор школи            |
| 4               | Микитенко Андрій Михайлович  | 04.11.2010            | середня            | член Партії регіонів   | тимчасово не працює                                                       |
| 5               | Загребельна Юлія Миколаївна  | 04.11.2010            | вища               | член Партії регіонів   | загальноосвітня школа І-ІІІ ст. с. Зіньківщина, заступник директора школи |
| 7               | Антонечко Наталія Семенівна  | 04.11.2010            | середня спеціальна | член Партії регіонів   | тимчасово не працює                                                       |
| 9               | Корочанська Олена Миколаївна | 04.11.2010            | середня спеціальна | член Партії регіонів   | Новомажарівська сільська рада, секретар                                   |
| 10              | Кривень Валентина Дмитрівна  | 04.11.2010            | середня спеціальна | член Партії регіонів   | с. Нове Мажарове СБК, директор                                            |
| 11              | Телятник Ольга Іванівна      | 04.11.2010            | середня спеціальна | член Партії регіонів   | фельдшерсько-акушерський пункт, медична сестра                            |
| 14              | Рябошапка Віктор Павлович    | 04.11.2010            | середня спеціальна | член Партії регіонів   | СВК «Заповіт Леніна», бригадир                                            |
| 15              | Іванюк Петро Миколайович     | 04.11.2010            | середня            | член Партії регіонів   | СУГРЕ сп № 38, охоронець                                                  |
| 16              | Бабенко Олександр Іванович   | 04.11.2010            | середня            | член Партії регіонів   | СВК «Заповіт Леніна», різноробочий                                        |
| Самовисування   |                              |                       |                    |                        |                                                                           |
| 6               | Загорулько Лариса Юріївна    | 04.11.2010            | середня            | позапартійна           | Новомажарівська сільська рада, паспортист                                 |
| 12              | Нечволод Людмила Анатоліївна | 04.11.2010            | вища               | член Партії регіонів   | «Комінтерн-М», бухгалтер                                                  |
| 13              | Кочура Віталій Павлович      | 04.11.2010            | середня            | позапартійний          | тимчасово не працює                                                       |

## Населення
Згідно з переписом УРСР 1989 року чисельність наявного населення сільської ради становила 2350 осіб, з яких 1035 чоловіків та 1315 жінок.
За переписом населення України 2001 року в сільській раді мешкало 2227 осіб.

### Мова
Розподіл населення за рідною мовою за даними перепису 2001 року:
| Мова       | Відсоток |
| ---------- | -------- |
| українська | 95,32 %  |
| російська  | 4,19 %   |
| білоруська | 0,09 %   |
| вірменська | 0,04 %   |
| грецька    | 0,04 %   |
| польська   | 0,04 %   |
| інші       | 0,28 %   |